# Claas Torion

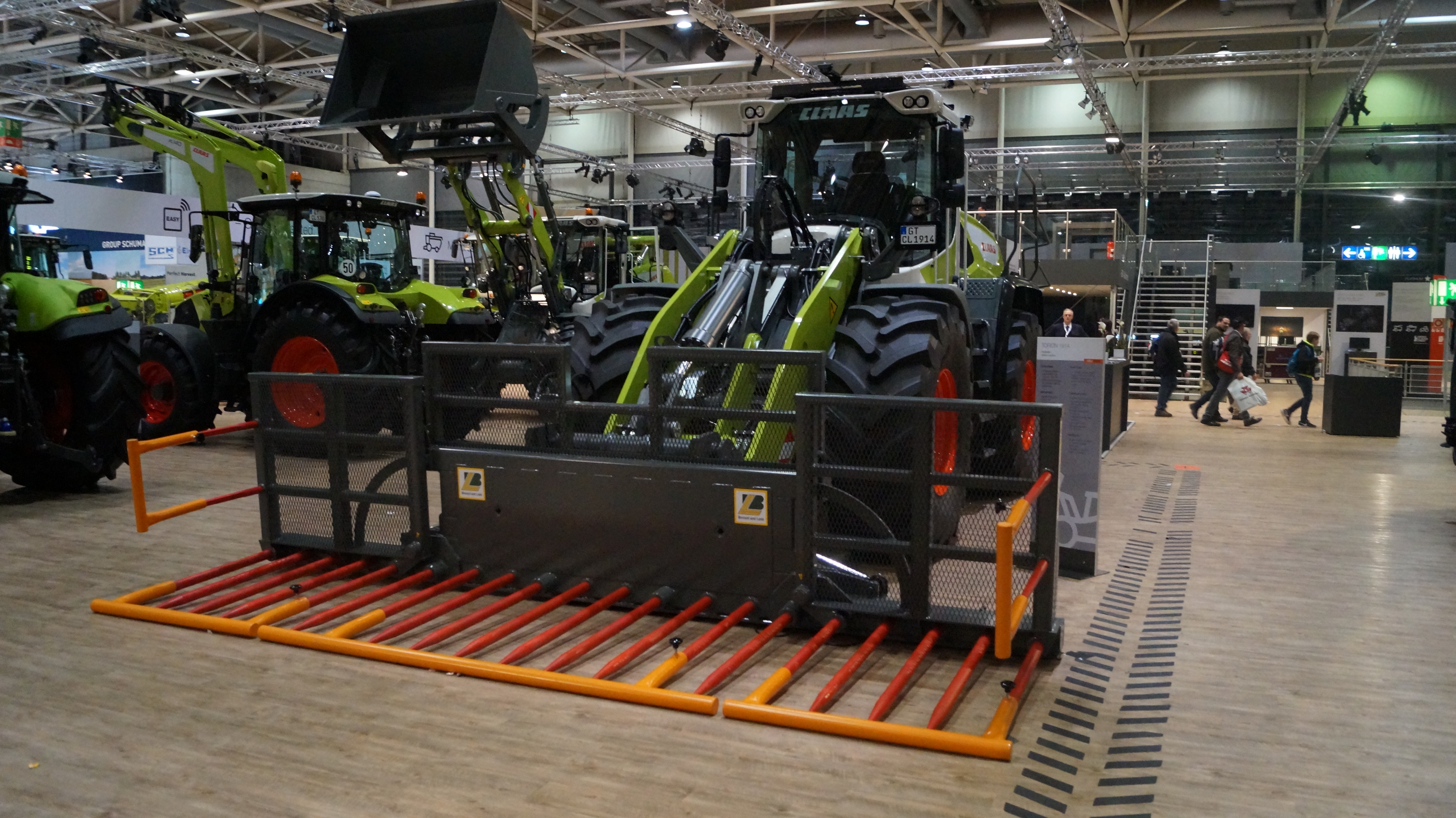
Claas Torion 1914

Claas Torion ist eine Baureihe leichter bis mittelschwerer Radlader des Landmaschinenherstellers Claas. Die Baureihe entstand aus einer Kooperation mit Liebherr und wurde auf der Agritechnica 2017 erstmals vorgestellt.
Von Claas wird die Baureihe aufgrund der Größenunterschiede häufig in die Baureihen Torion 639 / 535 und Torion 1914–1177 unterteilt.
Im Juli 2018 wurde die Baureihe Torion Sinus, die sowohl eine Knick- als auch eine  Achsschenkellenkung besitzt, vorgestellt.

## Modelle
| Torion 639 / 535 (Bj. 2017-heute) | Einsatzgewicht (kg) | Kipplast (kg, voll eingeknickt) | Motor                                     | Motorleistung in kW (PS) (ECE R 120) | Antrieb                     | Max. Geschwindigkeit (km/h) |
| --------------------------------- | ------------------- | ------------------------------- | ----------------------------------------- | ------------------------------------ | --------------------------- | --------------------------- |
| Torion 535                        | 5180                | 3450                            | Yanmar 4TNV98C Vierzylinder-Reihenmotor   | 46 (63)                              | Hydrostatisch               | 20                          |
| Torion 537                        |                     |                                 |                                           | 54 (73)                              |                             |                             |
| Torion 639                        | 5600                | 3850                            | Yanmar 4TNV98C Vierzylinder-Reihenmotor   | 50 (68)                              | Hydrostatisch               | 20                          |
| Torion 956                        | 10000               |                                 | DPS-Motor 4,5 l Hubraum                   | 76 (103)                             | Hydrostatisch               |                             |
| Torion 1914–1177 (Bj. 2017-heute) | Einsatzgewicht (kg) | Kipplast (kg, voll eingeknickt) | Motor                                     | Motorleistung in kW (PS) (ECE R 120) | Antrieb                     | Max. Geschwindigkeit (km/h) |
| Torion 1177                       | 12620               | 7750                            | DPS 404HFL09 Vierzylinder-Reihenmotor     | 103 (140)                            | VARIOPOWER (Hydrostatisch)  | 40                          |
| Torion 1410                       | 13900               | 9100                            | DPS 404HFL09 Vierzylinder-Reihenmotor     | 114 (155)                            | VARIOPOWER (Hydrostatisch)  | 40                          |
| Torion 1511                       | 14300               | 9750                            | DPS 404HFL09 Vierzylinder-Reihenmotor     | 123 (167)                            | VARIOPOWER (Hydrostatisch)  | 40                          |
| Torion 1812                       | 18700               | 11100                           | Liebherr D934 A7 Vierzylinder-Reihenmotor | 143 (195)                            | CMATIC (Leistungsverzweigt) | 40                          |
| Torion 1914                       | 19500               | 12400                           | Liebherr D944 A7 Vierzylinder-Reihenmotor | 168 (228)                            | CMATIC (Leistungsverzweigt) | 40                          |

## Galerie

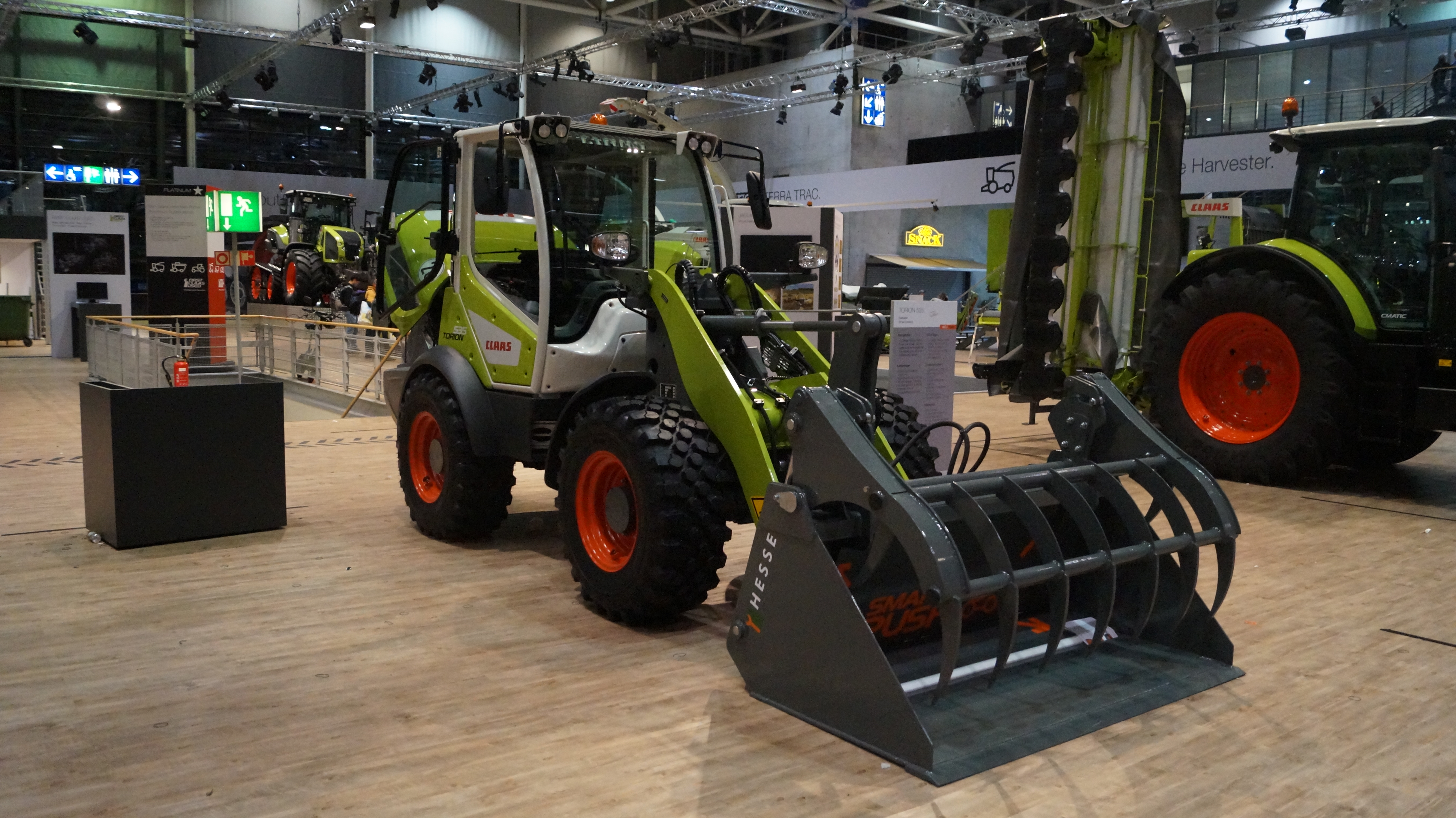
Claas Torion 535
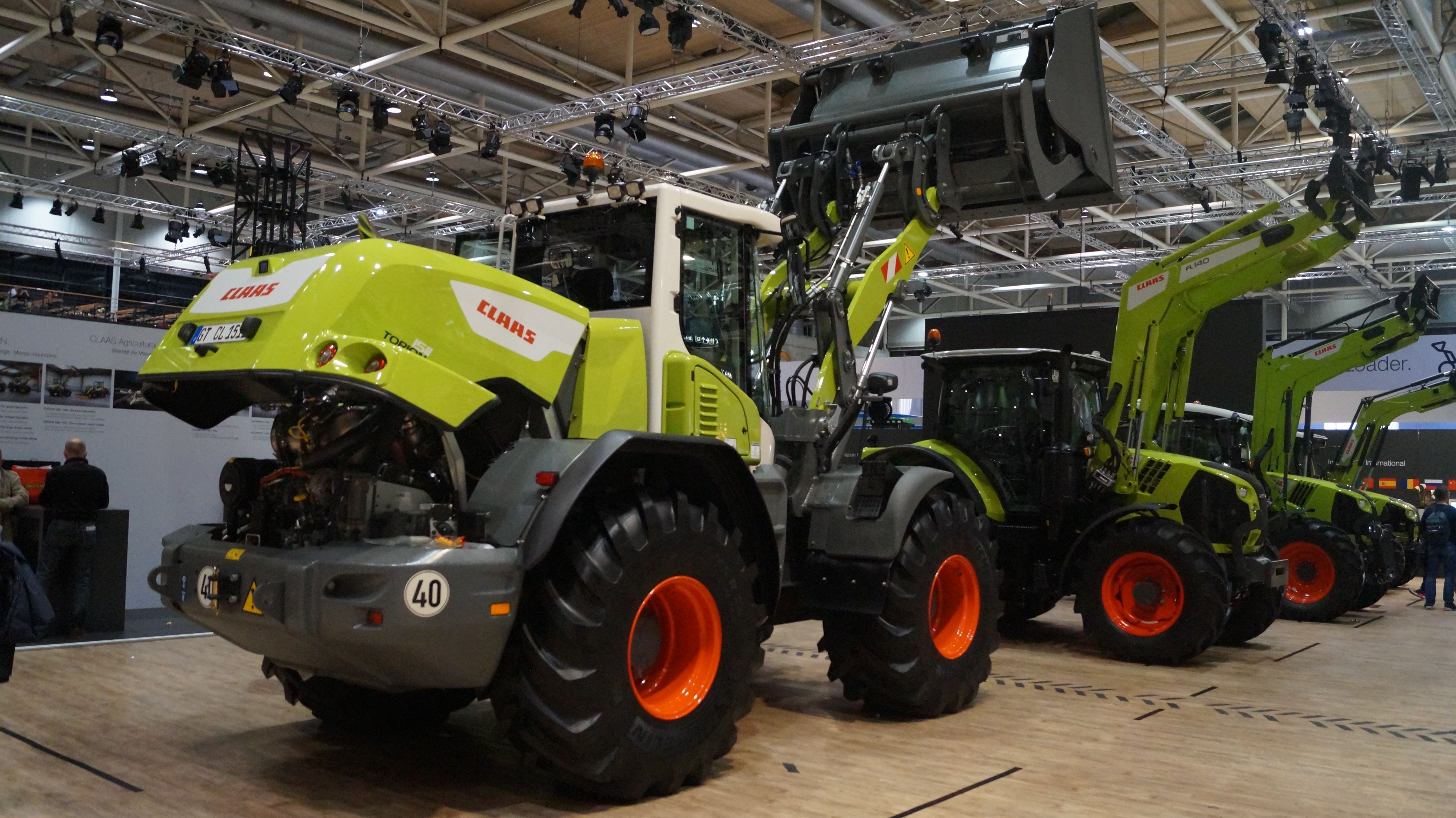
Claas Torion 1511
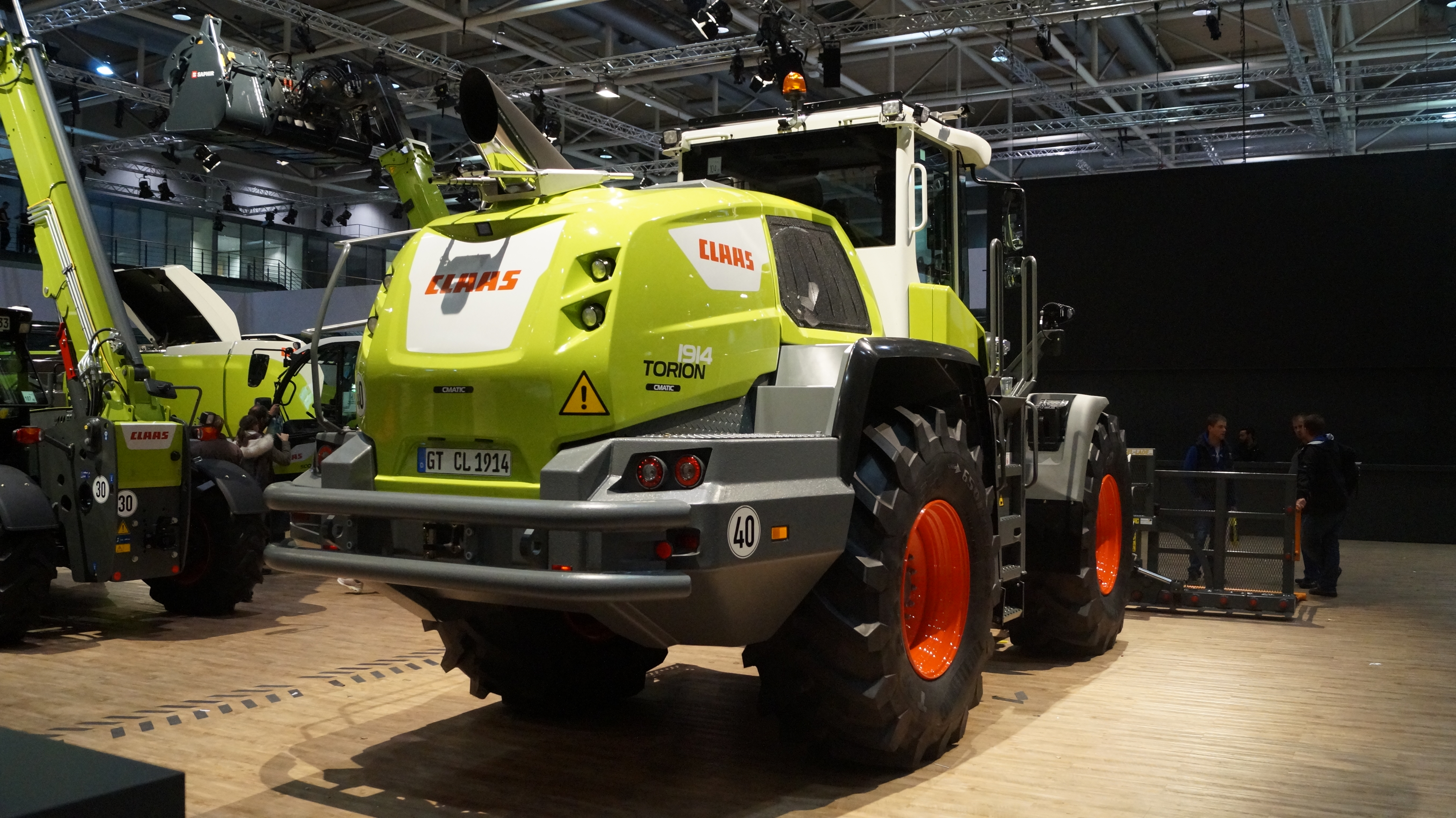
Claas Torion 1914